# Marie Krčmová
Marie Krčmová (24. prosince 1940 Brno – 6. března 2023 Brno) byla česká lingvistka, pedagožka a překladatelka, emeritní profesorka Masarykovy univerzity. Zabývala se fonetikou, dialektologií, sociolongvistikou a stylistikou češtiny.

## Život
Marie Krčmová byla dcerou Josefa Hrabáka. V roce 1962 ukončila na Filozofické fakultě Masarykovy univerzity (FF MU) v Brně studium češtiny a ruštiny a rozšiřovací fonetiky. Po absolutoriu působila v brněnské pobočce akademického Ústavu pro jazyk český (ČSAV), v roce 1971 přešla jako odborná asistentka na FF MU. V roce 1966 získala na základě práce Přízvukování předložek na Brněnsku titul PhDr., v roce 1972 titul CSc. prací Městská mluva brněnská. Docentkou byla jmenována v roce 1988, v roce 1991 se habilitovala prací Běžně mluvený jazyk v Brně. Od roku 1998 působila na fakultě jako profesorka pro obor český jazyk. Na katedře českého jazyka založila v roce 1995 spolu s profesorem Adolfem Erhartem Ústav jazykovědy, který vedla až do roku 2004. V roce 2009 se stala emeritní profesorkou v Brně a o rok později v Ostravě.

## Dílo
Vědeckou dráhu Marie Krčmová začala jako fonetička, fonetice se věnovala po celou dobu své činnosti, publikovala své práce a tvořila učební texty, například Fonetika a fonologie (2008). Svou pozornost věnovala také dialektologii, publikovala tak na jedné straně práce, které se týkaly proměn národního jazyka v současné době a studie sociolingvistické, na druhé straně pak práce zabývající se stylem a stylistikou. Vedle toho se zabývala otázkami didaktickými. Je spoluautorkou dvou středoškolských učebnic a několika učebních textů pro cizince.
Soustavně se věnovala také popularizaci jazykovědy a otázkám jazykové kultury – Jazyk a kultura vyjadřování, 1998. Je spoluautorkou publikace O češtině každodenní (1984) a vysokoškolské učebnice Stylistika češtiny (1990). Spolupracovala na tvorbě Biografického slovníku českých zemí a je autorkou několika hesel v Novém encyklopedickém slovníku češtiny. Přeložila ze staré češtiny tzv. Dalimilovu kroniku.

## Ocenění
- Zlatá medaile Masarykovy univerzity, 2011[7]